# Пистолета

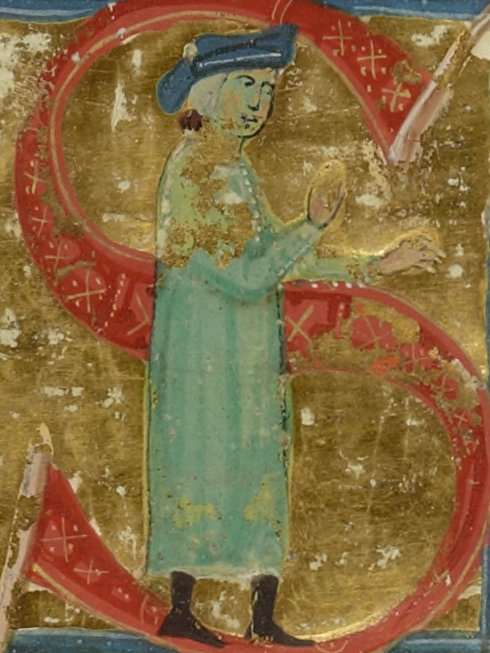
Пистолета

Пистолета (окс. Pistoleta, годы творчества 1185—1228) — провансальский жонглёр и трубадур. Его имя (фактически прозвище) означает на окситанском языке «небольшое письмо (послание), письмецо». Его творческое наследие составляют одиннадцать песен, включая девять кансон и две тенсоны. К песне Ar agues ieu mil marcs de fin argent (Мне тысячу бы марок серебром) сохранились ноты.
Согласно его жизнеописанию, он был cantaire (певец) Арнаута де Марейля, вероятно, подразумевается, что он был жонглёром, который исполнял песни Арнаута или его посыльным, переправлявшим произведения трубадура из одного места в другое в устной и письменной форме. Возможно, через него передавались любовные песни Арнаута, адресованные «графине де Бурлац», жене виконта Безье и Каркассона Роджьера II, что может объяснить его прозвище. Если вида сообщает верные сведения о ранней карьере Пистолеты, то он был, вероятно, жонглером приблизительно с 1195 года или, возможно, уже в 1185 году, свою же собственную карьеру трубадура он начал около 1205 года.
В пяти произведениях Пистолеты упоминается король Арагона, считается, что это Педро II. Из песни Пистолеты Ai! tan sospir mi venon noit e dia of the reis d’Arragon, de cui ai fait siengnor («король Арагона, которого я сделал [своим] сеньором») исследователи делают вывод, что некоторое время он провёл при арагонском дворе. В другом произведении трубадур обращается к королю издалека (Anc mais nulhs hom no fon apoderatz). Известно о контактах Пистолеты с Эбле V Вентадорнским, Томасом I Савойским, и Блакацем III Опс. В юности он, возможно, совершил путешествия в Лимузен и Лангедок. После октября 1214 года Пистолета создал Ses chantars fos grazitz, плач (planh) на смерть Педро II и Альфонсо VIII Кастильского, скончавшихся в 1213 и 1214 гг. соответственно.
Последнее известное произведение трубадура — тенсона с Марией Вентадорнской, которая датируется 1228 годом.
Одно из наиболее известнейших произведений Пистолеты — кансона Мне тысячу бы марок серебром, где автор выступает от имени бедного жонглёра.